# Epilobium montanum
Epilobium montanumI (L., 1753), comunemente noto come garofanino di montagna, è una pianta appartenente alla famiglia delle Onagraceae, diffusa in Eurasia.

## Descrizione

### Foglie
Le foglie di questa pianta sono dentate e più larghe di quelle delle altre specie appartenenti al genere Epilobium. Di solito crescono orizzontalmente e opposte fra loro. La loro forma è arrotondata alla base e ristretta all'apice.

### Fiori
I fiori hanno petali rosa profondamente bilobati. Il bocciolo si raddrizza quando il fiore sboccia.

## Distribuzione e habitat
Diffusa in Europa e Asia, è presente in tutta Italia. Predilige luoghi ombrosi come siepi e boschi della media montagna.